# جورج جيلبرت سكوت
جورج جيلبرت سكوت (بالإنجليزية: George Gilbert Scott)،مهندس معماري بريطاني متخصص في العمارة القوطية الحديثة.اشتُهِر ببناء وترميم الكنائس والكاتدرائيات.قام بتصميم وترميم أكثر من 800 مبنى. 

## روابط خارجية
- جورج جيلبرت سكوت على موقع الموسوعة البريطانية (الإنجليزية)